# Laurent Marceline
Laurent Marceline, né le 7 août 1978 à Paris, est un joueur français de football américain. Joueur professionnel en NFL Europa de 2003 à 2006.

## Biographie
Laurent Marceline est formé au Flash de La Courneuve. Il débute dans l’équipe réserve du club Cournevien.
Il est sélectionné en équipe de France en 2002. En 2003 il participe avec la France à la deuxième coupe du monde.
En 2003 il commence sa carrière professionnelle et rejoint le club des Dragons de Barcelone (NFL Europe) en tant que joueur national. Pour sa première saison parmi les professionnels, il ne joue pas beaucoup. Avec la disparition du club Espagnol, il signe chez le Rhein Fire en 2004, avec lequel il joue plus (4 courses pour un gain de 11 yards).
Sa saison 2005 est partagée entre le Rhein Fire et le Berlin Thunder, encore une fois il ne joue pas beaucoup. Durant l’été 2005, il fait partie de l’équipe de France qui participe aux Jeux mondiaux de 2005 à Duisburg. Grâce à sa prestation lors du match pour la médaille de bronze (12 courses, 112 yards et 1 touchdown), il est nommé meilleur Running Back de la compétition.
Il revient chez le Rhein Fire en 2006. Au sein du club de Düsseldorf il est utilisé aussi bien comme Running Back (3 coures pour 10 yards) et comme receveur (11 réceptions pour 103 yards). L’arrêt de la NFL Europa en 2007 met fin à son expérience chez le Rhein Fire.
Lors de la saison 2007, il décide de rejoindre les Lions de Braunschweig en GFL[réf. nécessaire] (Championnat semi-professionnel). Au sein des Lions il compile 166 courses pour un gain 971 yards et 6 touchdowns. Il complète aussi 14 passes pour un total de 176 yards. En finale il participe à la victoire de son club en gagnant 71 yards en 17 courses. En septembre 2007, il participe à sa deuxième coupe du monde avec la France.
Il est de retour à La Courneuve en 2008. Avec le Flash il s’adjuge un nouveau titre de champion de France en 2008 (Casque de Diamant XIV).
Lors de la saison 2009, il domine le championnat de France élite dans la catégorie Running Back avec 128 courses pour 841 yards, ajouté à ses 6 réceptions pour 118 yards, cela lui permet d’inscrire un total de 14 touchdowns. En finale face aux Black Panthers de Thonon-les-Bains il inscrit 2 touchdowns des 4 touchdowns de La Courneuve, contribuant de la sorte au cinquième succès d’affilée en finale des Courneviens (Casque de Diamant XV). Après la saison, il encadre l’équipe de France Junior, en tant que responsable des Runnig Back, lors de la première Coupe du Monde.
Blessé une partie de la saison 2010, il participe tout de même à la finale avec le Flash, qu'il perd contre les Spartiates d'Amiens. En juillet il participe avec l'équipe de France au championnat d'Europe, où la France termine deuxième derrière l'Allemagne.
Depuis le mois de septembre 2012, il est professeur d'éducation physique et sportive dans le groupe scolaire de Notre-Dame de France, dans le 13e arrondissement de Paris et dans le lycée St Élisabeth dans le 15e arrondissement de Paris. Il enseigne aux classe de sixièmes, cinquièmes,quatrièmes, troisièmes, secondes, premières et terminales.

## Statistiques NFL Europa[1]
| 2003   | 0 | 0  | 0   | 0 | -  | -   | -   | - |
| 2004   | 4 | 11 | 2,8 | 0 | -  | -   | -   | - |
| 2005   | 0 | 0  | 0   | 0 | -  | -   | -   | - |
| 2006   | 3 | 10 | 3,3 | 0 | 10 | 103 | 9,4 | 0 |
| Totaux | 7 | 21 | 3   | 0 | 10 | 103 | 9,4 | 0 |

## Palmarès
Compétition, trophée (nombre de trophées remportés dans la compétition).

### Trophées amateurs
- Championnat de France élite, Casque de diamant (5) : 2003, 2005, 2008, 2009, 2011
- Championnat d’Allemagne, German Bowl XXIX (1) : 2007
- Jeux Mondiaux, médaille de bronze (1) : 2005
- Championnat d'Europe, médaille d'argent (1) : 2010

### Honneurs
- Meilleur Running Back des World Games 2005[4]
- Championnat d'Europe 2010 Allstar 2d Team[10]